# نیکو هولکنبرگ
نیکولاس هولکنبرگ (آلمانی: Nicolas Hülkenberg; تلفظ آلمانی: [ˈni:ko ˈhʏlkənbɛɐ̯k] زادهٔ ۱۹ اوت ۱۹۸۷) اهل آلمان است. وی  راننده تیم هاس است.